# 고등소학교
고등소학교(高等小學校)는 과거 일본 제국의 후기 초등교육 및 전기 중등교육 기관으로, 소학교 고등과로도 불렸다. 오늘날 한일 학제의 중학교 1, 2학년에 상당하나 당시 구제중학교 등과의 병존으로 현대의 중학교와 일치하는 학제는 없었다.
1886년 소학교령 공포에 따라 4년제 심상소학교와 함께 4년제 고등소학교가 설치되었다. 1907년 소학교령 개정으로 심상소학교의 수업 연한이 4년에서 6년으로 연장되며 고등소학교의 구 1, 2학년이 심상소학교의 신 5, 6학년이 되었고, 고등소학교는 수업연한이 2년제로 정해졌다.
1941년 국민학교령의 공포에 따라 고등소학교는 국민학교 고등과로 전환되어 사라졌다. 전후 일본에서는 신제 중학교로 개편되었다.

## 같이 보기
- 심상소학교